# ألبرت هال (لاعب كرة قدم)
ألبرت هال (بالإنجليزية: Albert Hall)‏ (3 سبتمبر 1918 في المملكة المتحدة - 1 فبراير 1998) هو لاعب كرة قدم بريطاني (وحمل سابقاً جنسية المملكة المتحدة لبريطانيا العظمى وأيرلندا) في مركز الهجوم. لعب مع بورت فايل وتوتنهام هوتسبير ونادي بليموث أرجايل ونادي لوتون تاون ونادي تشيلمسفورد.